# Cheev
弗拉迪斯拉夫·契日科夫（羅馬化：Uladzislaw Chyzhykaw，羅馬化：Vladyslav Chyzhykov；1993年12月31日—），藝名Cheev（規格全大寫），白俄裔乌克兰歌手、詞曲作者和表演者。
齊日科夫分別是2016和2018年欧洲歌唱大赛白俄罗斯國内选拔决赛的入围者，他也是白俄羅斯国家电视台選秀節目“人才学院 2”和烏克蘭選秀節目《X-Factor》和《国家之声》的入圍者。

## 早年生活
他曾在明斯克做過保加利亚语教师。
他是乐队《Radiokhvyla》的成员，该乐队进入了2018年歐洲歌唱大賽白俄罗斯國内选拔赛决赛。随后樂隊将代表权让给了Alekseev（歌手）。

## 作品
2022年，Cheev的音樂視頻《Harno tak》在Youtube上獲得800万次观看數，并登上了烏克蘭Apple Music頭100和基輔頭25排行榜的第一名。

### 唱片
- 《Drama》 (2021) [4]
  - 9首歌曲（8首乌克兰语和1首白俄罗斯语）[8][9]

### 單曲
- 《Mriieshcia》（Мрієшся）（2022） [4][10]
- 《Harno tak》（Гарно так）（2021） [4]
- 《Oberihaty》（Оберігати）（2020）
- 《Pazl》（Пазл）（2023）

## 外部鏈接
- 当代乌克兰音乐：至少应该听一次的5位年轻歌手 Radio Maximum（14-07-2022）。